# 相模原市立大島小学校
相模原市立大島小学校（さがみはらしりつ おおしましょうがっこう）は、神奈川県相模原市緑区大島に存在する公立の小学校である。

## 沿革
- 1977年（昭和52年）
  - 3月 - 大沢小学校の一部学区を分離し、大沢小学校から児童600名転出[1]。
  - 4月1日 - 開校。
  - 4月5日 - 開校式挙行。開校時点の児童数は787名、職員35名。
  - 7月23日 - PTA設立総会開催。
  - 12月2日 - 校歌・校章制定式挙行。
- 1978年（昭和53年）9月7日 - アスレチック落成。
- 1979年（昭和54年）
  - 8月31日 - 南棟校舎落成。
  - 11月30日 - PTA環境整備作業（ボール当て的づくり）。
- 1982年（昭和57年）
  - 3月14日 - PTA環境整備作業（藤棚づくり）。
  - 3月31日 - 校地拡張（運動場・2,200㎡）。
- 1983年（昭和58年）1月30日 - PTA環境整備作業（造形砂場づくり）。
- 1986年（昭和61年）11月8日 - 創立十周年記念式典挙行し、校歌碑除幕。記念誌発行。
- 1989年（平成元年）
  - 3月20日 - 小鳥小屋完成。
  - 4月22日 - 島っ子池完成（ふれあいバザー）。
- 1990年（平成2年）
  - 3月20日 - 島っ子わくわく動物ランド完成。
  - 8月21日 - 「びっくり観察ルーム」設置。
  - 11月30日 - パーソナルコンピュータ45台設置。
- 1991年（平成3年）
  - 1月31日 - 「わくわくふれあいルーム」設置。
  - 11月28日 - 玄関・保健室の改修、オープンスペース設置。
- 1992年（平成4年）
  - 3月3日 - 島っ子、風っ子展示場完成。
  - 3月23日 - ドリームサンド夢砂場完成。
- 1993年（平成5年）8月 - 体育館とアスレチック補修。給食運搬路への屋根とプール・保健室・給食室に外線電話をそれぞれ設置。
- 1994年（平成6年）
  - 3月 - 野外便所設置。
  - 8月30日 - 掲示板等（教室及び廊下）改修工事完成。
- 1996年（平成8年）
  - 3月25日 - 給食室改築工事完成。
  - 6月30日 - 創立20周年記念事業 「ふれあいフェスティバル」開催。
  - 9月7日 - 創立20周年記念事業 「バードガーデン」除幕式挙行。
  - 11月15日 - 日本初等理科教育研究発表
  - 11月30日 - 創立20周年記念式典挙行し、祝賀会開催。
- 1999年（平成11年）
  - 4月5日 - 新教育課程へ移行（総合的な学習、TT導入）。
  - 7月 - 学校図書館情報活性化推進モデル地域事業によりインターネット接続。
  - 10月 - パーソナルコンピュータ新機種40台更新。
- 2001年（平成13年）9月1日 - 西校舎（12教室）改修工事完成。新教育課程・学校週五日制全面実施。
- 2003年（平成15年）
  - 9月1日 - 中央校舎耐震と体育館床外壁塗装の両工事完成。
  - 12月26日 - 体育館屋根塗装工事完成。
- 2004年（平成16年）
  - 1月20日 - 鳥小屋網補修工事完成。
  - 2月18日 - クレマチス植栽。
- 2005年（平成17年）8月30日 - 東棟耐震工事完成。パーソナルコンピュータ職員室設置（6台）。
- 2006年（平成18年）
  - 5月26日 - 創立30周年記念航空写真撮影。
  - 6月20日 - パーソナルコンピュータ職員室設置（9台）。
  - 7月11日 - 安全ボランティア設立。
  - 8月25日 - 浄化槽撤去工事終了。
  - 8月31日 - 島っ子わくわく広場完成「相模川」。正門横受水槽入れ替え。
  - 10月31日 - プール機械室床補強工事完成
  - 11月18日 - 創立30周年記念式典挙行。
- 2007年（平成19年）
  - 3月14日 - 三段池を三段花壇に改装。三段花壇壁ペンキ塗り（PTA）。
  - 4月10日 - 給食調理業務委託開始。
  - 9月3日 - パーソナルコンピュータ職員室（17台）、保健室、事務室設置。パーソナルコンピュータ教室機器更新（40台）。
  - 11月1日 - 合併記念植樹実施。
- 2008年（平成20年）4月1日 - 支援学級設置。
- 2010年（平成22年）
  - 1月11日 - 地デジ対応テレビ（50インチ）職員室、支援学級、PC教室、各教室 25台設置。
  - 3月31日 - 校内LAN（地デジ配信用）工事完了 全教室LAN端子設置。
- 2012年（平成24年）
  - 3月30日 - 職員更衣室シャワー設備設置完了。
  - 8月31日 - 中央棟改修工事完了。
- 2013年（平成25年）
  - 3月31日 - エレベーター設置工事完了。
  - 8月31日 - 東棟改修工事完了。
- 2014年26年
  - 1月22日 - パソコンルーム改修･機器更新完了。
  - 3月31日 - 屋内運動場改修工事完了・わくわく動物ランド改修工事完了。
  - 9月19日 - 日時計修理工事完了。
- 2016年（平成28年）
  - 3月6日 - 給食用非常発電装置工事完了。
  - 3月18日 - 給食調理室屋根雨漏り修理完了。
  - 6月3日 - 北の丘センター水泳学習開始。
  - 10月29日 - 40周年リフレッシュ計画（的当てペイント）。
- 2017年（平成29年）2月27日 - 40周年掲示板除幕式挙行。

## 通学区域
- 相模原市緑区[2]
  - 大島（1番地～1404番地・1514番地～1517番地・1525番地～1535番地1号・1535番地7号・3179番地～3183番地・3185番地～3189番地・3255番地～3262番地・3263番地2号・3263番地4号・3263番地7号・3264番地・3265番地・3339番地・3378番地～4104番地）
  - 上九沢（1番地～25番地・48番地～176番地）
  - 下九沢（2362番地～2388番地・2398番地2号・2398番地3号・2399番地～2402番地・2406番地～2575番地・2596番地～2598番地・2603番地～2615番地・2817番地～2819番地・2822番地～2824番地・2828番地～2830番地・2833番地・2834番地・2841番地～2844番地・ 2849番地～2853番地・2866番地～2868番地・2871番地～2873番地・2888番地～2970番地）

## 進学中学校
- 相模原市緑区[3]
  - 相模原市立内出中学校

## 交通アクセス
- JR横浜線・JR相模線・京王相模原線橋本駅南口から神奈川中央交通バスに乗車、橋30・橋33系統「相模原総合高校入口」バス停下車で徒歩7分。

## 学校周辺
- 大島こどもセンター
- 大蔵寺
- 神奈川県立相模原総合高等学校